# Omar Najdi
Omar Najdi est un footballeur marocain né le 24 octobre 1986 à Agadir au Maroc évoluant en tant que milieu offensif à l'Ittihad de Tanger en Botola Pro.

## Biographie

### Hassania d'Agadir(2006-2008)
C'est en 2006 qu'apparaît pour la première fois le jeune joueur Omar Najdi avec son club Hassania d'Agadir. Le jeune ailier gauche se démarque avec son talent, sa rapidité et son efficacité devant le but. Dès sa première titularisation il marque un but contre Kawkab de Marrakech. Son talent lui a valu d’être convoité par plusieurs grands clubs marocains comme FAR de Rabat, Wydad de Casablanca et Raja Club Athletic.

### Raja Club Athletic(2008-2011)
Lors de l’année 2008, le Raja Club Athletic, le grand club de la capitale économique arrive à convaincre le jeune d'Agadir de rejoindre son club pour un contrat de trois ans avec le numéro 7. La première saison, Omar marque 6 buts et aide ainsi son club à remporter le championnat de Maroc. 
La saison suivante Najdi, bien déterminé à donner son maximum, finit avec 11 buts en étant sacré meilleur buteur de Botola. Dans sa troisième saison avec Raja Club Athletic, Omar Najdi arrive à marquer 6 buts en remportant son deuxième titre de championnat de Maroc avec le Raja CA, ce qui lui a valu d'être remarqué par l'OGC Nice, le Dynamo Kiev et le Standard de Liège.

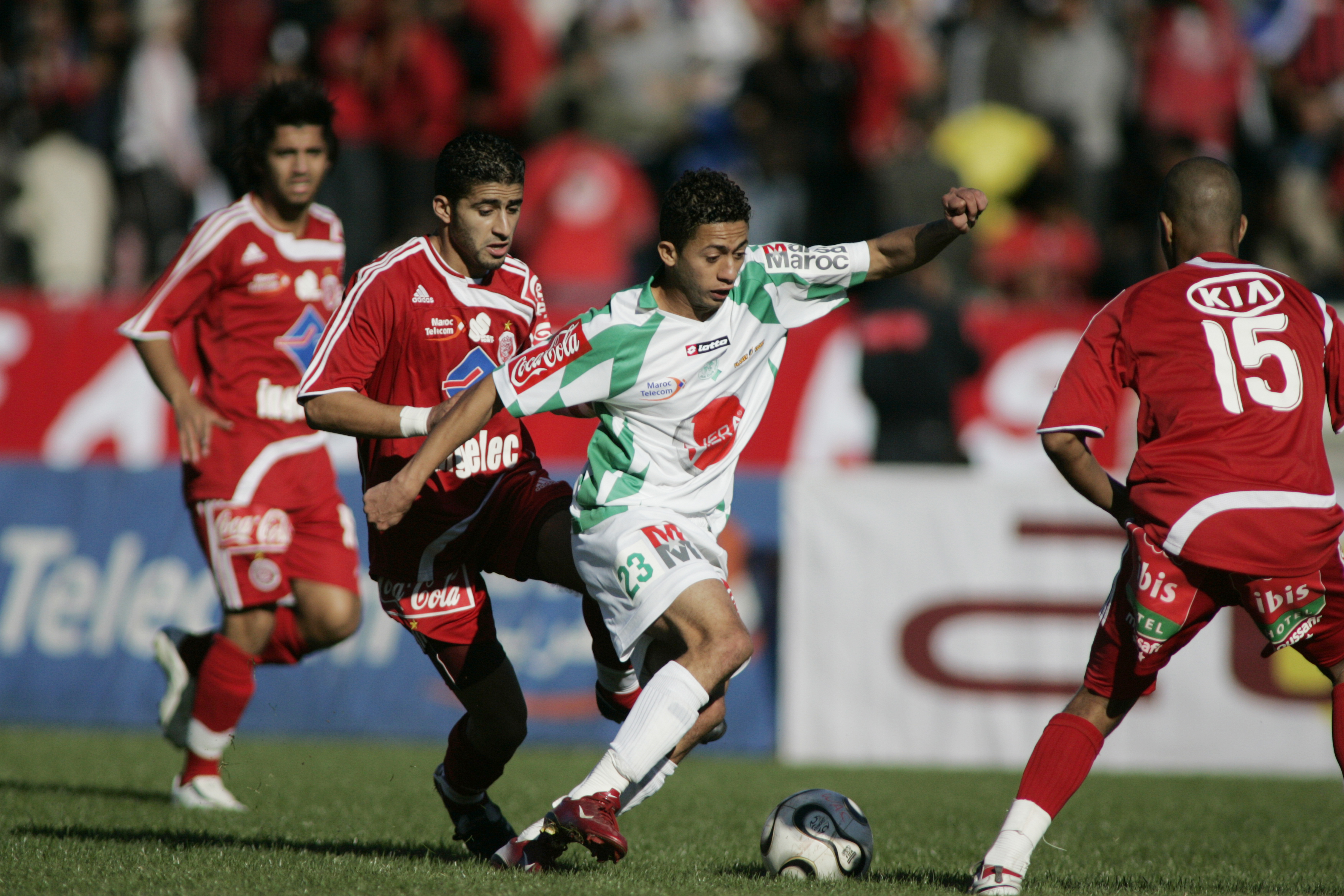
Younes Menkari derrière Omar Najdi

### Avec leMisr Lel Makasa(2011-2012)
Le 13 janvier 2011, il est transféré au Misr Lel Makasa pour un montant de 7 millions de dirhams (équivalant à environ 700 000 euros); voici sa réaction lors de ce transfert:
"Je ne voulais vraiment pas quitter le Raja, je voulais remporter le championnat et la Champion’s League africaine avec le club, surtout qu’il comporte cette année des joueurs de calibre. C’est le destin qui en a voulu autrement. Aussi, il y avait une pression énorme qui provenait du club égyptien d’Al Makassah qui insistait sur mon transfert. Les pourparlers avaient échoué plusieurs fois avant que les deux clubs ne se mettent d’accord. Il faut dire aussi que mon nouveau club avait accepté toutes mes conditions et celles du Raja de Casablanca". 
Lors de sa dernière saison avec Misr Lel Makasa, Omar Najdi joue 24 matchs et marque 7 buts mais la situation instable en Égypte oblige la Fédération Égyptienne à arrêter la compétition.

### Retour auWydad de Casablanca
Après une bonne expérience en Égypte le jeune Omar décide de retourner au Maroc mais cette fois-ci pas pour son ancien club le Raja de Casablanca, mais pour renforcer l'effectif du Wydad de Casablanca en préparatif pour la Coupe de la confédération.

## Palmarès et distinction personnel
Avec le Hassania d'Agadir :
- Finaliste de la Coupe du Trône en 2006

Avec le Raja Club Athletic :
- Champion du Maroc en 2009 et 2011.
  - meilleur buteur de Champion du Maroc avec 11 buts.
  - meilleur buteur dans son club avec 11 buts